# Andreas Söderberg
John Andreas Söderberg, född 16 juni 1996 i Skellefteå, är en svensk professionell ishockeyspelare som spelar för Östersunds IK. Hans moderklubb är Skellefteå AIK.